# Gällaryd
Gällaryd is een plaats in de gemeente Värnamo in het landschap Småland en de provincie Jönköpings län in Zweden. De plaats heeft 75 inwoners (2005) en een oppervlakte van 28 hectare. Gällaryd wordt omringd door zowel landbouwgrond als bos en ligt aan het meertje Ugglekullasjön en aan nog een ander klein meertje. In Gällaryd staat de kerk Gällaryds kyrka. De stad Värnamo ligt zo'n vijftien kilometer ten noordwesten van het dorp.